# Aleksandyr Popow
Aleksandyr Popow (bułg. Александър Попов; ur. 25 maja 1951 we wsi Debowo) – bułgarski lekkoatleta specjalizujący się w biegach sprinterskich i średniodystansowych.
W 1971 r. wystąpił w Sofii na halowych mistrzostwach Europy, zdobywając brązowy medal w biegu sztafetowym 4 × 2 okrążenia. Trzykrotnie zdobył złote medale halowych mistrzostw Bułgarii: dwukrotnie w biegu na 400 metrów (1971, 1976) oraz w biegu na 800 metrów (1974).
Jego żona Sofka Popowa była również sprinterką, dwukrotną halową mistrzynią Europy.